# Lutz Schwerin von Krosigk
Pour les articles homonymes, voir Krosigk et Schwerin.
Johann Ludwig Graf Schwerin von Krosigk, dit Lutz Schwerin von Krosigk, né Johann Ludwig von Krosigk le 22 août 1887 à Rathmannsdorf et mort le 4 mars 1977 à Essen, est un homme d'État allemand. Il est de facto Chancelier du Reich du 2 mai au 23 mai 1945.
Issu par son père de la famille von Krosigk, des nobles sans titre de l'Anhalt, il prend en 1925 le titre de comte après avoir été adopté par un oncle maternel de la famille von Schwerin. Il entre au ministère des Finances du Reich en 1919 après avoir servi dans l'armée impériale pendant la Première Guerre mondiale. En 1929, il devient directeur du Budget.
Il entre au gouvernement du Reich en 1932, en tant que ministre des Finances du Reich du cabinet de Franz von Papen. Il est confirmé par Kurt von Schleicher, puis Adolf Hitler. Bien qu'il ne participe pas à l'élaboration de la « solution finale », il applique à son niveau les politiques antisémites et racistes du nazisme.
Après la mort de Hitler puis le suicide de Joseph Goebbels, il est nommé le 2 mai 1945 chancelier du Reich par le président du Reich Karl Dönitz. Alors qu'il tente de négocier la paix, son autorité n'est pas reconnue par les Alliés et il est capturé par les Britanniques le 23 mai.
Il est condamné à dix ans d'emprisonnement lors du « procès des Ministères ». Libéré en 1951, il meurt 26 ans plus tard, à 89 ans.

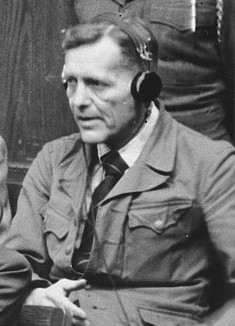
Lutz Schwerin von Krosigk lors du procès des ministères à Nuremberg en 1947.

## Biographie

### Fonctionnaire de carrière
Titulaire d'un diplôme de droit et de sciences politiques de l'université de Halle, nanti d'un grade de lieutenant-colonel largement décoré en 1919, il intègre le ministère des Finances du Reich. En 1929, il est nommé, au terme d'une carrière brillante, directeur du budget.

### Ministre des Finances
En 1932, Lutz Schwerin von Krosigk devient ministre des Finances du chancelier Franz von Papen. Il continue à l'être dans le cabinet de Kurt von Schleicher, puis dans les gouvernements qui se sont succédé dans le Reich jusqu'à l'arrestation des membres du gouvernement de Flensbourg le 23 mai 1945.

#### Entre 1933 et 1939
Maintenu à son poste dans le cabinet Hitler, il incarne, avec d'autres conservateurs nationalistes, la continuité avec les gouvernements présidentiels précédents ; à l'instar de ces ministres conservateurs techniciens, il conserve, dans le gouvernement, une influence importante jusqu'aux changements ministériels de 1937-1938, qui modifient durablement les rapports de force au sein du cabinet. Ministre des Finances au départ hésitant, « un peu vacillant » selon le mot de Goebbels, il s'oppose à la ponction, au profit du NSDAP, de fonds de l’État pour la campagne électorale de mars 1933. Cependant, au fil des années, le ministre des Finances sanctionne les liens de plus en plus intimes entre le NSDAP, devenu corps de droit public, et l’État, en satisfaisant aux exigences financières des mandataires financiers du parti et de ses organisations.
Réservé devant certaines mesures antisémites, il n'en applique pas moins la politique anti-juive mise en place par le régime, en lui donnant une dimension propre aux domaines des ministères financiers : ainsi, à plusieurs reprises, avant la guerre, il organise et préside des réunions de travail afin de mettre en place des mesures fiscales discriminatoires à l'encontre des Juifs résidant dans le Reich. À ce titre, il encourage l'aryanisation des biens détenus par les Juifs dans le Reich, participant aux multiples réunions de travail entre ses services et ceux de Göring, dans un contexte de crise financière : en juillet 1938, 465 millions de Reichsmarks d'emprunts d'État, arrivés à échéance, sont rachetés par le ministère des Finances ; en septembre 1938, alarmé par cette situation, il s'en ouvre au chancelier, lui pointant les difficultés financières dans lequel le Reich allait se débattre dans plusieurs mois si rien n’était fait. Il participe donc à l'élaboration du parallèle financier de la Nuit de Cristal : l'aryanisation de l'économie allemande et l'emprunt forcé consécutif au pogrom : ainsi, le montant de l'amende juive du 12 novembre 1938, fixée à 1 milliard de Reichsmarks, a été établi par les services du ministères des Finances, sous la responsabilité du ministre (qui, dans ses mémoires écrits après la guerre, émettra des remords tardifs), pour purger le déficit courant du budget du Reich.

#### Entre 1939 et 1945
Dès les premiers jours du conflit, le ministre ordonne la mise en place de taxes et impôts spéciaux pour son financement, malgré les réserves de Goebbels et de Göring. Ces mesures concernent l'ensemble de la fiscalité sur la consommation, le travail, les biens et les revenus. À de multiples reprises au cours de la guerre, notamment à partir de 1943, il propose une augmentation de la fiscalité pour financer efficacement l'effort de guerre, mais, à chaque reprise, il se heurte jusqu'aux premiers jours d'avril 1945 au refus de Hitler et de ses proches. De plus, ministre technicien, il doit composer, à partir de 1942, avec la politique des responsables nazis, notamment Himmler. En effet, celui-ci nomme des SS à des postes importants à la direction de la Police de l’ordre public, indépendamment des contraintes budgétaires du ministère de l'Intérieur et des moyens alloués à la Gestapo.
Mais, s'il s'oppose à l'entourage de Hitler sur la fiscalité et certaines nominations, il accompagne la politique de soumissions économique et monétaire de l'Europe occupée : il coordonne ainsi les prêts octroyés par la Reichsbank, en lien avec son ministère, aux entreprises allemandes rachetant des actifs en Union soviétique, et met en place une politique de récupération des devises des régions annexées, devises utilisées par la suite dans les zones dans lesquelles ces monnaies ont cours légal.
En outre, il encourage la mise en place d'un inventaire de l'ensemble des biens échus au Reich par le biais de l'aryanisation, de la confiscation des avoirs (biens meubles et immeubles) des juifs déportés en Pologne, ou par d'autres biais. Cet inventaire doit servir de base à la vente de ces biens au profit du Reich : l'or est récupéré par la Reichsbank, les objets personnels des déportés (montres, portefeuilles, couteaux de poche…) sont vendus à des prix fixés depuis le ministère des Finances aux soldats, les propriétés de l’État en Union soviétique sont vendues à des entreprises allemandes ou mises à disposition de la SS ou de la Wehrmacht.
Au début de l'année 1945, il s'alarme de l'état des finances du Reich et de l'importance de la masse monétaire en circulation. Il pronostique même un effondrement de la valeur de monnaie, ce qui n’entraîne aucune réaction de la part des dirigeants nazis ; il propose même à Bormann une réforme fiscale, basée sur l'augmentation des taxes à la consommation, le quadruplement de l'impôt foncier et le relèvement des tarifs des services publics (postes, chemins de fer, etc.) ; à la fin du mois de mars 1945, dans un grief alors sans objet, Goebbels reproche à ces projets de trop peser sur la consommation.
Dans les jours qui précèdent la bataille de Berlin, alors que les personnels des ministères encore en poste à Berlin sont en cours d'évacuation, il exige des proches de Hitler un ordre d'évacuation signé par ce dernier, ne souhaitant pas être exécuté par des SS pour lâcheté devant l'ennemi. Dans un premier temps, il n'obtient qu'un laissez-passer signé par un responsable de la chancellerie du Reich mais finit par obtenir de Bormann une consigne de Hitler conseillant aux ministres de quitter Berlin pour le Nord du Reich. Il rejoint alors le gouvernement Dönitz à Flensbourg et travaille à la formation d'un nouveau cabinet autour du nouveau président du Reich.

### Chef du gouvernement
Le 30 avril 1945, Hitler se suicide. Le testament du Führer stipule que le Großadmiral Karl Dönitz lui succède à la tête de l'État et que Joseph Goebbels devienne chancelier du Reich. Ce dernier se suicide le lendemain, le 1er mai, et Dönitz nomme le comte von Krosigk au poste de chancelier. Bien qu'acceptant de devenir le chef du gouvernement dit « de Flensburg », il refuse formellement de prendre le titre de chancelier et opte pour celui de ministre en chef. Il cumule alors cette fonction avec celle de ministre des Affaires étrangères et de ministre des Finances.
Le 23 mai suivant, Eisenhower, chef d'état-major des armées alliées, décrète la dissolution du gouvernement. De 1947 à 1949 lors du procès des ministères à Nuremberg, un tribunal militaire américain le juge puis le condamne à dix ans de prison. En 1951, il est amnistié et remis en liberté.
Il écrit par la suite quelques livres d'économie politique, ainsi que ses mémoires. Il meurt à Essen en 1977, à l'âge de 89 ans.